# اندیس گچ دره نامداری
گچ دره نامداری یک اندیس غیرفلزی است که در حوالی شهر کوه دنا استان چهارمحال و بختیاری قرار دارد و مادهٔ معدنی موجود در آن، گچ است. و دیرینگی آن به دوران میوسن می‌رسد. 